# Agrupación de electores
Una agrupación de electores es una candidatura a un proceso electoral que está respaldada por un número determinado de electores que la avalan mediante sus firmas. Tiene carácter temporal, ya que se constituye para un proceso específico, y actúa de forma independiente, sin posibilidad de establecer coaliciones con otras candidaturas ni con partidos políticos.

## España
Según la legislación electoral española, un conjunto de ciudadanos que se asocia temporalmente con el único fin de presentar una candidatura a unas determinadas elecciones.
Para presentar candidaturas las agrupaciones de electores necesitan presentar un número mínimo de firmas:
1. Para las elecciones al Congreso de los Diputados y al Senado el 1% de los inscritos en el censo electoral de la respectiva circunscripción electoral (la provincia y las ciudades de Ceuta y Melilla en el caso del Congreso; la provincia, salvo en el caso en las insulares, en las que la isla es la circunscripción electoral), tal como regula el artículo 169 de la Ley Orgánica del Régimen Electoral General.
2. Para las elecciones municipales (artículo 187 de la Ley Orgánica del Régimen Electoral General):
  1. En municipios de menos de 5000 habitantes, el 1% de los inscritos siempre que el número de firmantes sea más del doble que el de concejales a elegir.
  2. En los comprendidos entre 5.001 y 10.000 habitantes al menos 100 firmas.
  3. En los comprendidos entre 10.001 y 50.000 habitantes al menos 500 firmas.
  4. En los comprendidos entre 50.001 y 150.000 habitantes al menos 1500 firmas.
  5. En los comprendidos entre 150.001 y 300.000 habitantes al menos 3.000 firmas.
  6. En los comprendidos entre 300.001 y 1.000.000 de habitantes al menos 5000 firmas.
  7. En los demás casos al menos 8000 firmas.
3. Para el Parlamento Europeo, 15.000 electores (artículo 220 de la Ley Orgánica del Régimen Electoral General).
4. Para las elecciones autonómicas depende de la legislación de cada comunidad autónoma, pero suele ser el 1% de los electores de la correspondiente circunscripción electoral.